# Johnny Dumfries
Johnny Dumfries o John Bute, pseudonimo di John Colum Crichton-Stuart, VII marchese di Bute (Rothesay, 26 aprile 1958 – Rothesay, 22 marzo 2021), è stato un nobile e pilota automobilistico britannico.

## Carriera

### Gli inizi
Nato in una famiglia aristocratica, erede del marchese di Bute, rinunciò ad una formazione culturale costosa a causa della sua passione per le corse. Divenne infatti l'autista di uno dei furgoni del team Williams grazie anche a suo cugino Charlie Crichton-Stuart, che procurava gli sponsor alla scuderia. Successivamente tentò di diventare pilota senza usufruire dei soldi della famiglia e, lavorando come pittore e decoratore, riuscì a raccogliere il denaro necessario per finanziare la propria carriera.
Fece quindi il suo debutto in Formula Ford 1600 e nel 1983 passò alla F3 inglese, mettendosi in evidenza a Silverstone, dopo aver a lungo duellato con Ayrton Senna. Le sue buone prestazioni gli permisero di ottenere un posto nel team di Dave Price e di guadagnarsi la sponsorizzazione della BP per la stagione 1984. in quell'anno riuscì quindi ad imporsi nel campionato britannico e giunse secondo in quello europeo dietro a Ivan Capelli. Visti i risultati la Ferrari gli offrì il posto di collaudatore nel 1985, mentre lui gareggiava in Formula 3000, pur senza ottenere grandi risultati.

### Formula 1
Nel 1986 ebbe l'occasione di debuttare in Formula 1 con il Team Lotus, come compagno di squadra di Ayrton Senna, dopo che il pilota brasiliano aveva posto il veto per l'assunzione di Derek Warwick. Ottenne però appena 3 punti, e venne rimpiazzato da Satoru Nakajima nella stagione successiva.

### Dopo la Formula 1
Negli anni seguenti Dumfries decise di proseguire nelle competizioni a ruote coperte. Divenne quindi un pilota Jaguar e vinse la 24 Ore di Le Mans 1988 su una XJR-9. Passò alla Toyota, squadra con cui chiuse la carriera nel 1990. Dopo il ritiro si è dedicato alle imprese di famiglia.
È scomparso nel marzo 2021 all'età di 62 anni a seguito di un cancro incurabile.

## Risultati in Formula 1
| 1986 | Scuderia | Vettura |   |     |     |    |     |     |   |     |   |     |   |     |     |   |     |   |  | Punti | Pos. |
| ---- | -------- | ------- | - | --- | --- | -- | --- | --- | - | --- | - | --- | - | --- | --- | - | --- | - |  | ----- | ---- |
| 1986 | Lotus    | 98T     | 9 | Rit | Rit | NQ | Rit | Rit | 7 | Rit | 7 | Rit | 5 | Rit | Rit | 9 | Rit | 6 |  | 3     | 13º  |

| Legenda | 1º posto     | 2º posto | 3º posto    | A punti         | Senza punti/Non class.  | Grassetto – Pole position Corsivo – Giro più veloce |
| Legenda | Squalificato | Ritirato | Non partito | Non qualificato | Solo prove/Terzo pilota | Grassetto – Pole position Corsivo – Giro più veloce |